# حمى اللبن

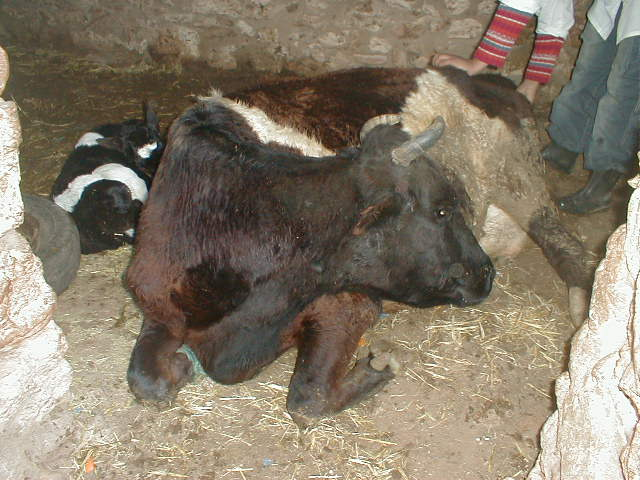
وضعية حمى الحليب النموذجية؛ بقرة في وضع الاستلقاء على القص ورأسها مدسوس في خاصرتها.

حمى اللبن أو حمَّى الدَّرّ أو حُمَّى الوَضْع أو حمى نفاسية (بالإنجليزية Milk fever) هو مرض يصيب الأبقار، يحدث هذا المرض قبل الوضع أو عنده، ويرجع سببه إلى نقص عنصر الكالسيوم في الدم، وهو ضروري وتحتاج البقرة كميات وفيرة منه عند بداية إنتاجها للحليب، كما أن نقص فيتامين دي ونقص نشاط جارات الدرق أثرًا في ذلك، تتخلص علامات الإصابة بترنح البقرة وعدم قدرتها على النهوض وضعف عضلاتها، واضطجاعها مع توجه رأسها نحو مؤخرتها، وانخفاض في درجة حرارة جسمها، وتموت إذا لم تعالج.

## العلاج
العلاج يعتمد على حقن البقرة المصابة بغلوكونات الكالسيوم لتوفير ما تحتاج إليه من هذا العنصر، ويلجأ بعض المزراعين إلى إعطاء الأبقار التي تكررت إصابتها بحمى اللبن كبسولات تحتوي على الكالسيوم (على هيئة جل) قبل الوضع وفي أثنائه وبعده بنحو 12 ساعة، فيقيها ذلك من الإصابة، كما أن حقن الأبقار قبل الوضع بنحو 2-8 أيام بفيتامين دي3 يساعد على وقايتها، لأن هذا الفيتامين يزيد امتصاص الكالسيوم من الأمعاء.

## الروابط الخارجية
- Prevention of Milk Fever, جامعة كنتاكي
- Parturient Paresis in Cows (Milk fever, Hypocalcemia) نسخة محفوظة 4 مارس 2016 على موقع واي باك مشين., The Merck Veterinary Manual